# Siradiou Diallo
Pour les articles homonymes, voir Diallo.
Siradiou Diallo, né le 25 août 1936 à Conakry et mort le 14 mars 2004 à Villepinte,,, est un journaliste et homme politique guinéen du parti d'opposition Parti du renouveau et du progrès (PRP). Il était candidat lors de l'élection présidentielle guinéenne de 1993, mais n'a obtenu que 11,86% des suffrages. Il a également été candidat à l'élection présidentielle guinéenne de 1998 et à l'élection présidentielle guinéenne de 2003. 

## Biographie
Il était originaire de Labé, situé dans le Fouta Djallon, une région montagneuse du centre du pays. Son père, Elhadj lbrahima Gassama Diallo, était un fonctionnaire du gouvernement, avant et après l'indépendance du pays. Sa mère était Thierno Hadiatou Bah, la fille aînée de la famille régnante de Dalaba. Diallo était le fils aîné d'une famille qui comprenait 21 frères et sœurs. Ses grands-parents paternels étaient Thierno Cellou Diallo, le chef de Pilimini dans la préfecture de Koubia et Bah Assiatou Thierno, fille aînée du vénérable Thierno Aliou Bhoubha N'diyan.

## Études
Siradiou Diallo a reçu sa formation initiale au Coranic Kottyou Timbi Touni dans la préfecture de Pita. Il a fréquenté l'école primaire de Labé, diplômé en 1951. Après avoir assisté au 7e Jamboree Scout Mondial à Bad Ischl, en Autriche, il a passé quatre ans à étudier dans la capitale de la Guinée et en 1955, il est entré à l'École normale William-Ponty. Les deux premières années de son bac se sont déroulées à Sébikotane au Sénégal. Il obtient son baccalauréat (option Philosophie) en 1958 à Dakar. En 1959, il s'inscrit à la Faculté des arts et lettres de l'Université de Dakar et à la Faculté de droit et d'économie. 
Plus tard, il étudie l'économie à l'université de Poitiers et à Paris.

## Carrière
Après son diplôme en 1967, il a travaillé à la Banque Nationale de Paris et au ministère français des Finances. À la fin des années 1960, il a effectué un bref passage à l'Institut national de la statistique et des études économiques (INSEE). Cependant, il était principalement journaliste et a travaillé à partir de 1970 pour le magazine Jeune Afrique, accédant au poste de rédacteur en chef.
Parallèlement à ses activités journalistiques, il a organisé la Coalition des Guinéens de l'extérieur (EGR), un groupe composé de Guinéens exilés sous les règnes du président Sékou Touré. Il a occupé le poste de secrétaire général de l'EGR). Il fonde, entre autres, le Comité de réflexion sur la démocratie en Guinée (CRDG).
Après la mort de Touré en 1984, il retourne en Guinée. En 1991, il devient secrétaire général du Parti guinéen du progrès (PGP) et fonde un an plus tard, le Parti du renouveau et du progrès (PRP).
La pression de l'opposition croissante a créé le coup d'État sans effusion de sang qui a amené le président Lansana Conté au pouvoir. Lors de l'élection présidentielle en Guinée de 1993, il était candidat à la présidence et l'un des principaux rivaux de Conté. 
Siradiou Diallo était député à l'Assemblée nationale de Guinée.
Lors de l'élection présidentielle guinéenne de 1998, l'Union pour la nouvelle République (UNR) de Diallo s'est associée à Mamadou Bah et à l'Union pour le progrès et le renouveau (UPR) et a travaillé à l'engagement dans le processus électoral. 
Aux élections législatives de 2002, l'EPU de Siradiou était le seul parti d'opposition à participer et a remporté 20 des 114 sièges parlementaires. Il s'est présenté à nouveau à la présidence lors de l'élection présidentielle de 2003 en Guinée, participant à une tournée électorale nationale. Entre autres questions, il s'est opposé à l'accusation constatant que l'EPU avait conclu un accord secret avec le gouvernement. Les élections ont toutefois été boycottées par tous les principaux partis d'opposition, y compris l'EPU, en raison d'un manque d'équité. 
Il meurt le 14 mars 2004 à Villepinte à l'âge de 68 ans d'un arrêt cardiaque.